# Копривник-у-Бохіню
Копривник-у-Бохіню (словен. Koprivnik v Bohinju) — поселення в общині Бохінь, Горенський регіон, Словенія. Висота над рівнем моря: 973,7 м.